# Hemidactylus ulii
Hemidactylus ulii es una especie de gecos de la familia Gekkonidae.

## Distribución geográfica yhábitat
Es endémica del sudoeste del Yemen. Su rango altitudinal oscila entre 292 y 1182 m s. n. m..